# 니토크리스
니토크리스는 이집트 제6왕조의 파라오로, 메렌레 2세의 자매로 알려져 있다. 그녀의 존재는 역사적으로 명확하지 않으나, 그녀가 실존 인물이라면, 이집트 최초의 여성 파라오로 보인다.
헤로도토스에 의하면, 니토크리스는 메렌레 2세가 재위 1년 만에 살해당하자, 파라오 자리에 올라 그의 원수를 갚았다고 한다. 또한 마네토 역시 니토크리스의 존재를 인정하면서 "당대의 모든 남자보다 용감했고, 모든 여자 가운데 가장 아름다웠으며, 살결은 희고 뺨은 붉었다"라고 극찬하고 있다. 클레오파트라 7세 역시 니토크리스를 존경한 것으로 알려져있다.
하지만 니토크리스의 실존성을 증명해주는 고고학적 증거가 전혀 발견되지 않으면서, 그녀의 존재는 명확하지 않다. 또한, 기원전 2181년 경에 제6왕조가 붕괴할 때까지 그녀가 다스렸는지, 그 이전에 그녀의 통치가 끝났는지도 알 수 없다.
최근에는 니토크리스가 토리노 파피루스 왕 목록에 나온 니티크레티(Nitiqreti)를 헤로도토스와 마네토가 잘못 읽은 것은 아닌가 하는 가설이 제기되고 있다. 시프타 1세의 이름은 아비도스 왕 목록에도 네체르카레 시프타(Netjerkare Siptah)라는 이름으로 등장하며, 메렌레 2세의 후계자로 알려져 있다.

## 참고 문헌
- 피터 클레이턴(Peter Clayton) 저, 정영목 역, 《파라오의 역사》, 까치, 2004